# Кузьмино (Луганская область)
Кузьмино (укр. Кузьмине) — посёлок в Кременском районе Луганской области Украины, в составе Кременского горсовета.
Население по переписи 2001 года составляло 104 человека. Почтовый индекс — 92905. Телефонный код — 6454. Занимает площадь 0,21 км².

## Местный совет
92900, Луганская обл., Креминский р-н, дер. Креминная, пр. Ленина, 13